# 마르코 그루이치
마르코 그루이치(세르비아어: Марко Грујић, Marko Grujić, 1996년 4월 1일 ~ )는 세르비아의 축구 선수이다. 그는 현재 FC 포르투에서 뛰고있다. 포지션은 미드필더이다.
2016년 7월 28일(KST) 첼시 FC와의 프리시즌 경기 도중 베르트랑 트라오레와의 충돌로 뇌진탕 증세를 보이고 있었지만 다행히 회복 했다.